# 30368 Ericferrante
30368 Ericferrante è un asteroide della fascia principale. Scoperto nel 2000, presenta un'orbita caratterizzata da un semiasse maggiore pari a 2,5437125 UA e da un'eccentricità di 0,0966553, inclinata di 6,09106° rispetto all'eclittica.